# Подбела
Подбела (словен. Podbela) — мале поселення в общині Кобарід, Регіон Горишка, Словенія. Висота над рівнем моря: 312,6 м.